# Патријарх антиохијски Мелетије II
Патријарх Мелетије II Думани ( арап. البطريرك ملاتيوس الثاني دوماني‎, 1837, Дамаск — 21. фебруар 1906) епископ Антиохијске православне цркве; од 1899. до 1906. патријарх антиохијски и целог Истока.

## Биографија
Рођен 1837. године у Дамаску у арапској породици. Добио је добро образовање, укључујући учење неколико страних језика. Године 1857. замонашен је и постављен за секретара антиохијског патријарха Јеротеја, што му је дало прилику да се упозна са црквеним пословима у Сирији и стекне административно искуство.
Године 1865. посвећен је у чин лаодикијског епископа и за време управљања катедром учествовао је у изградњи седам нових цркава и отварању богословске школе за обуку нижег свештенства.
Архијерејски синод Антиохијске православне цркве изабрао је 15. априла 1899. првог антиохијског арабофонског патријарха, што је сиријска паства са одушевљењем поздравила. Међутим, због избора су протестовали патријарси цариградски Константин В, Александријски Софроније IV и Јерусалимски Дамјан, који су одбили да признају легитимитет избора. Устоличење новоизабраног предстојатеља обављено је 27. априла, а 1. маја, коју је потписало седам митрополита Антиохијске патријаршије, упућена је епохална „мировна порука“ предстојатељима источних православних цркава у којој је објашњен став Антиохијске православне цркве по питању избора њеног предстојатеља.
Новоизабрани патријарх је 1900. године постигао отварање Баламандске богословске школе при манастиру Баламанд, која је дуго остала једина образовна установа за обуку арапског свештенства.
Преминуо је 21. фебруара 1906. од последица тровања.